# Alpico Kōtsū
La Alpico Kōtsū (アルピコ交通?, Arupiko Kōtsū) è una compagnia giapponese di trasporti pubblici con sede a Matsumoto nella prefettura di Nagano. È una controllata al 100% della holding Alpico Group, che comprende altre aziende nei settori dei trasporti, del turismo, del tempo libero, della distribuzione e dei servizi automobilistici.

## Storia
Le origini della compagnia risiedono nella compagnia ferroviaria Chikuma Tetsudō (筑摩鉄道?), fondata il 29 maggio 1920 che aprì la linea Kamikōchi nel 1921. Nel 1924 fu aperto il tram Matsumoto, abolito nel 1964. Nel 1932 diviene Matsumoto Denki Tetsudō (松本電気鉄道?). La compagnia ferroviaria si espanse presto nel trasporto in autobus e nel 1978 aprì una stazione degli autobus con un centro commerciale integrato nel centro di Matsumoto. Nel 1992 le diverse società del gruppo si fondono con il nome collettivo di Gruppo Alpico. Nel dicembre 2007, il gruppo ha incontrato difficoltà finanziarie e ha dichiarato fallimento. Anche la linea Kamikōchi aveva bisogno di una grande quantità di denaro per rinnovare le proprie strutture ferroviarie. Nel 2011, Matsumoto Denki Tetsudo si è fusa con altre due società del Gruppo Alpico, Kawanakajima Bus e Suwa Bus, per formare la Alpico Kotsu nell'ambito di una ristrutturazione.

## Linee ferroviarie
La compagnia gestisce la linea Kamikōchi, che serve l'area turistica di Kamikōchi in combinazione con il servizio di autobus.
Fino al 1964 gestiva la linea Asama, una linea tranviaria che collegava la città di Matsumoto con la località termale di Asama Onsen.
- Linea Alpico Kamikōchi (上高地線?): Matsumoto - Shinshimashima (14,4 km, 14 stazioni)

## Materiale rotabile
L'azienda utilizza i convogli della serie 3000 precedentemente di proprietà della società Keiō così come i convogli della serie 20100 precedentemente di proprietà della società Tōbu (serie 20000).
- Serie 3000 - Ex serie Keio 3000
- Serie 20100 - Ex serie Tobu 20000

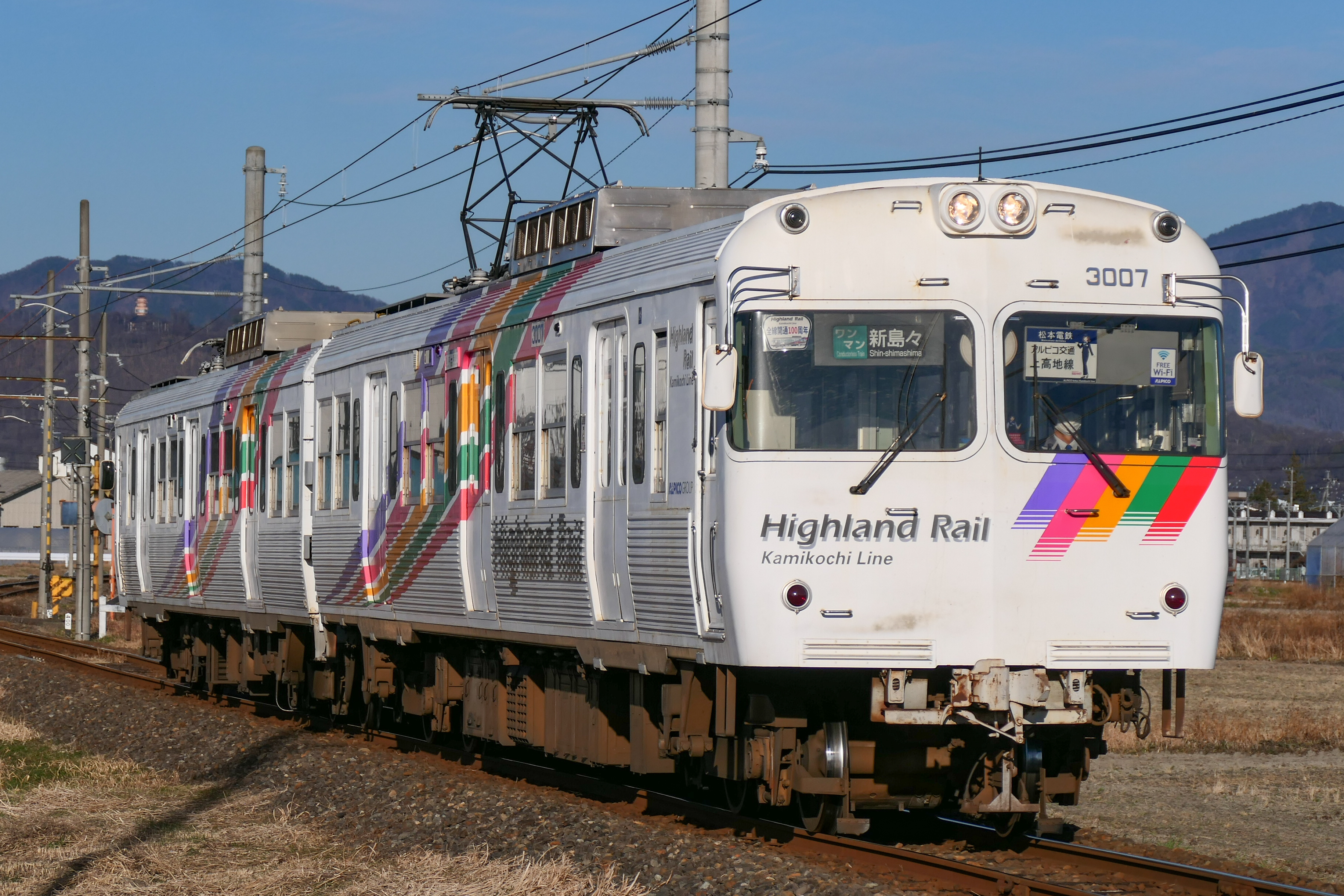
Serie 3000
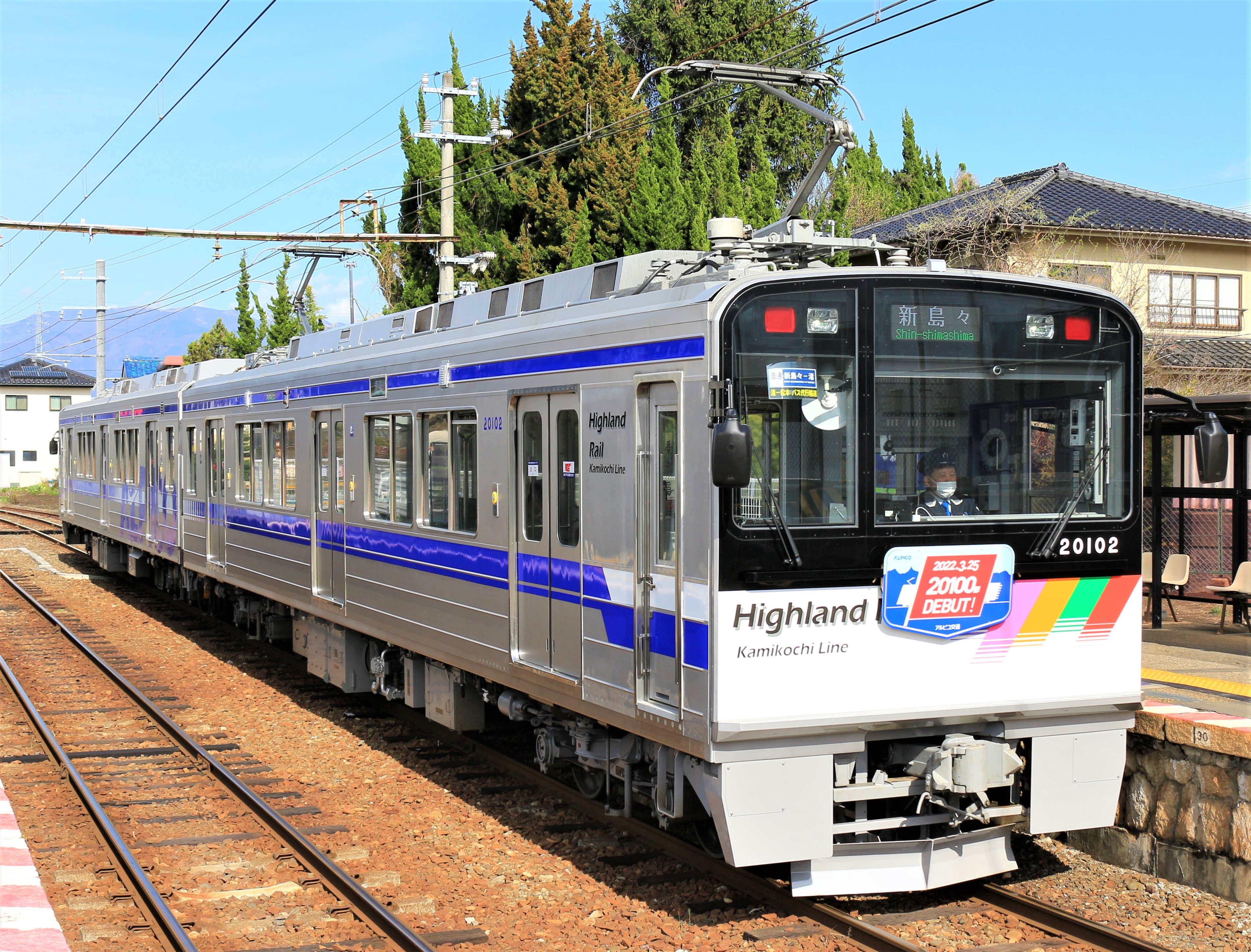
Serie 20100

## Linee autobus
La società gestisce linee di autobus autostradali e linee di autobus suburbani.